# Borzas susulyka
A borzas susulyka (Inocybe hystrix) a susulykafélék családjába tartozó, Európában és Észak-Amerikában honos, lomberdőkben és fenyvesekben élő, mérgező gombafaj.

## Megjelenése
A borzas susulyka kalapja 1,5-4 cm széles, alakja domború vagy nagyon széles harangszerű. Felszíne száraz és barna-sötétbarna tüskés pikkelyek borítják; fiatalon nagyon sűrűn, idősen egyre inkább távolodnak egymástól és láthatóvá válik közöttük halványbarnás felszín. Pereme a pikkelyektől rojtos. Kálium-hidroxiddal azonnali lilásszürke színreakciót ad.
Húsa fehéres. Szaga spermaszerű vagy földes. Íze nem jellegzetes vagy kellemetlen. 
Sűrű lemezei tönkhöz nőttek. Színük fiatalon fehér vagy halványsárgás, később sárgásbarnává vagy szürkésbarnává sötétednek; élük fehér marad. Fiatalon hamar felszakadó kortina védi őket. 
Tönkje 3-8 cm magas és max. 1 cm vastag. Alakja egyenletesen hengeres. Felszínét a kalaphoz hasonlóan sűrűn borítják a pikkelyek, néha a kortina helyén gallérzóna marad.  
Spórapora barna. Spórája elliptikus vagy mandula alakú, sima, mérete 9-13 x 5-6,5 µm. 

### Hasonló fajok
Az gyapjas susulyka, a szakállas pereszke, az orsóspórás susulyka, a földi susulyka, a tüskés tőkegomba, a fakópikkelyes tőkegomba hasonlíthat hozzá.  

## Elterjedése és termőhelye
Európában és Észak-Amerikában honos. 
Lomberdőkben és fenyvesekben él, inkább meszes talajon. Nyár végétől őszig terem.

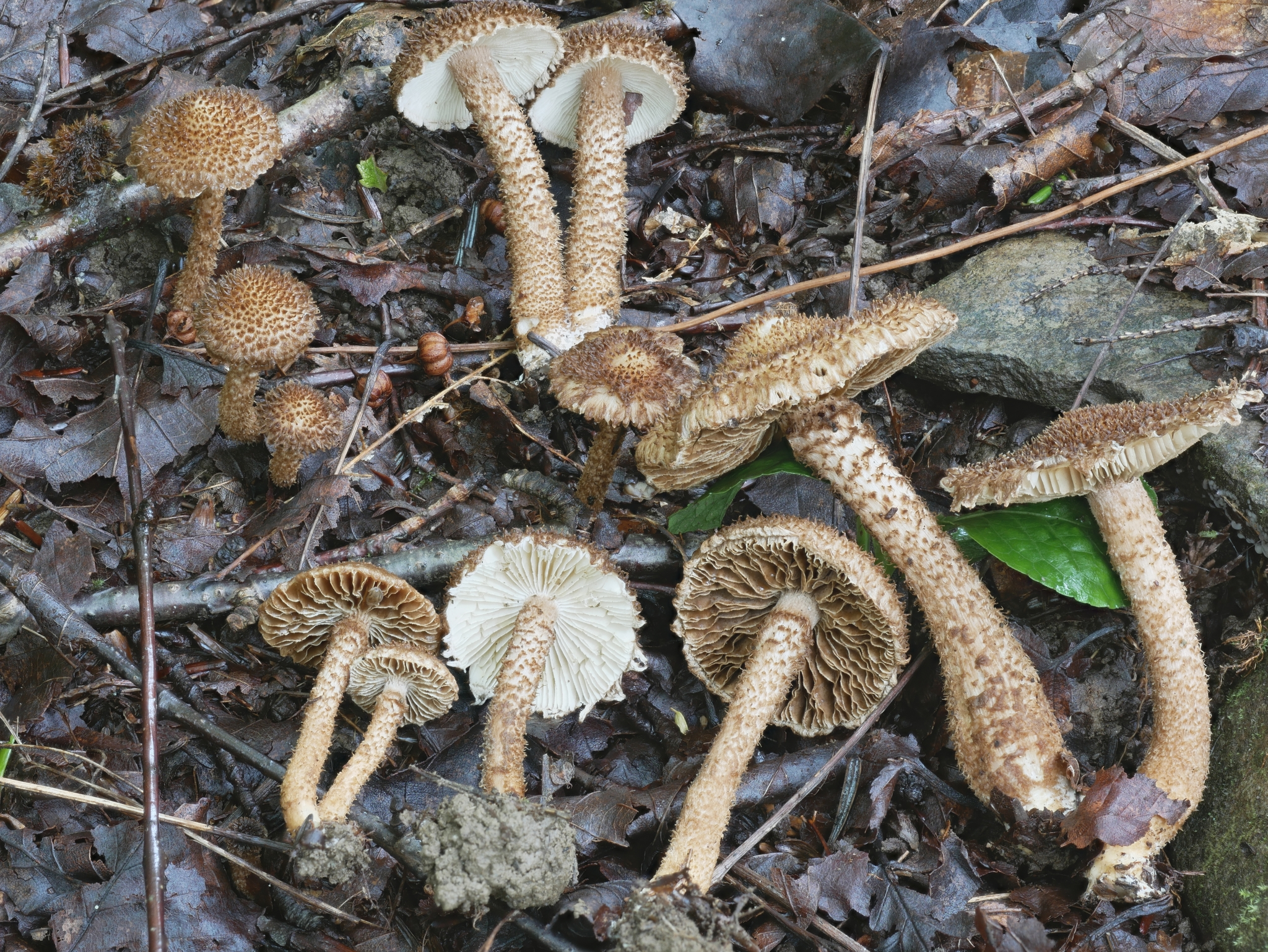
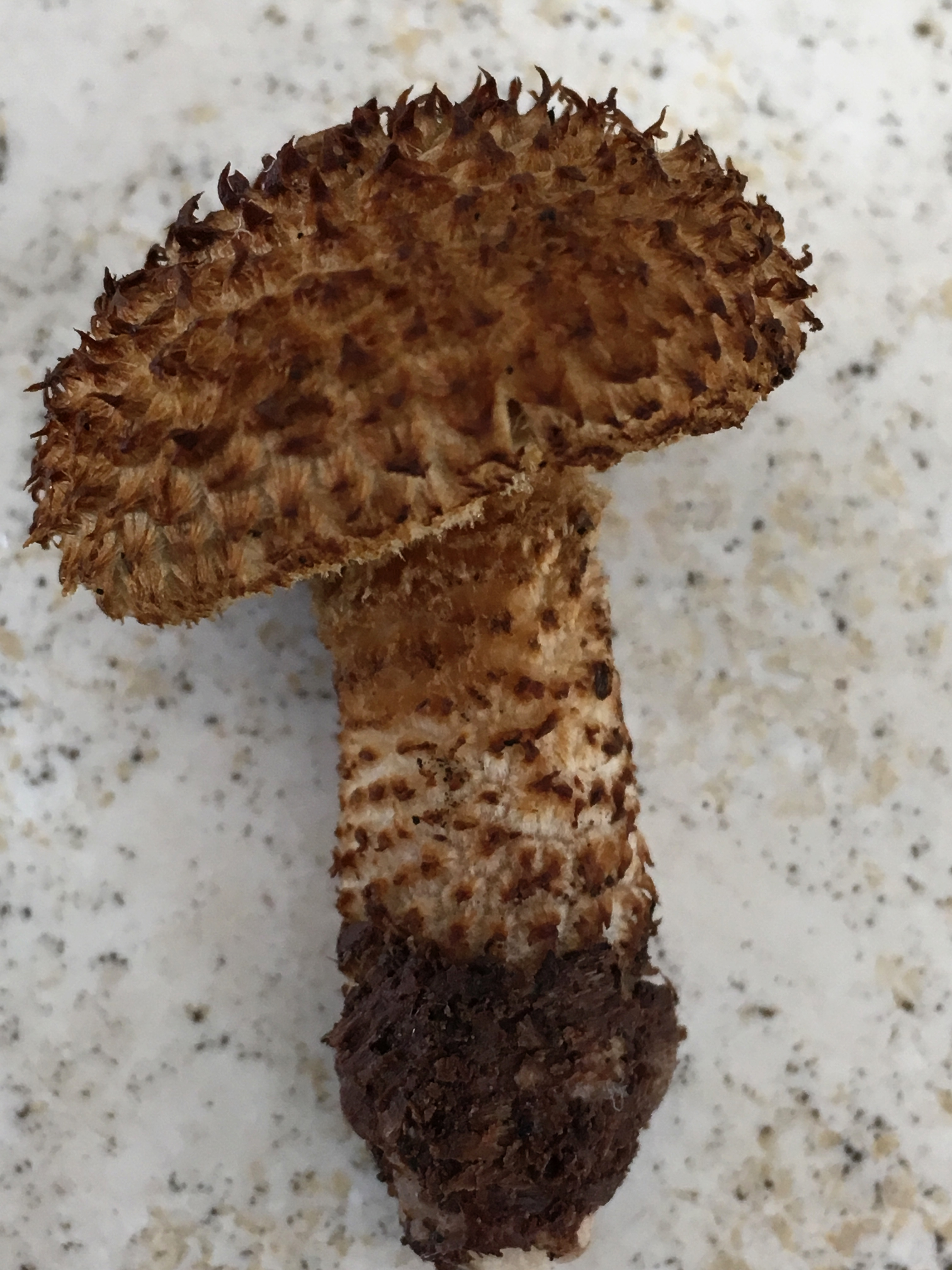
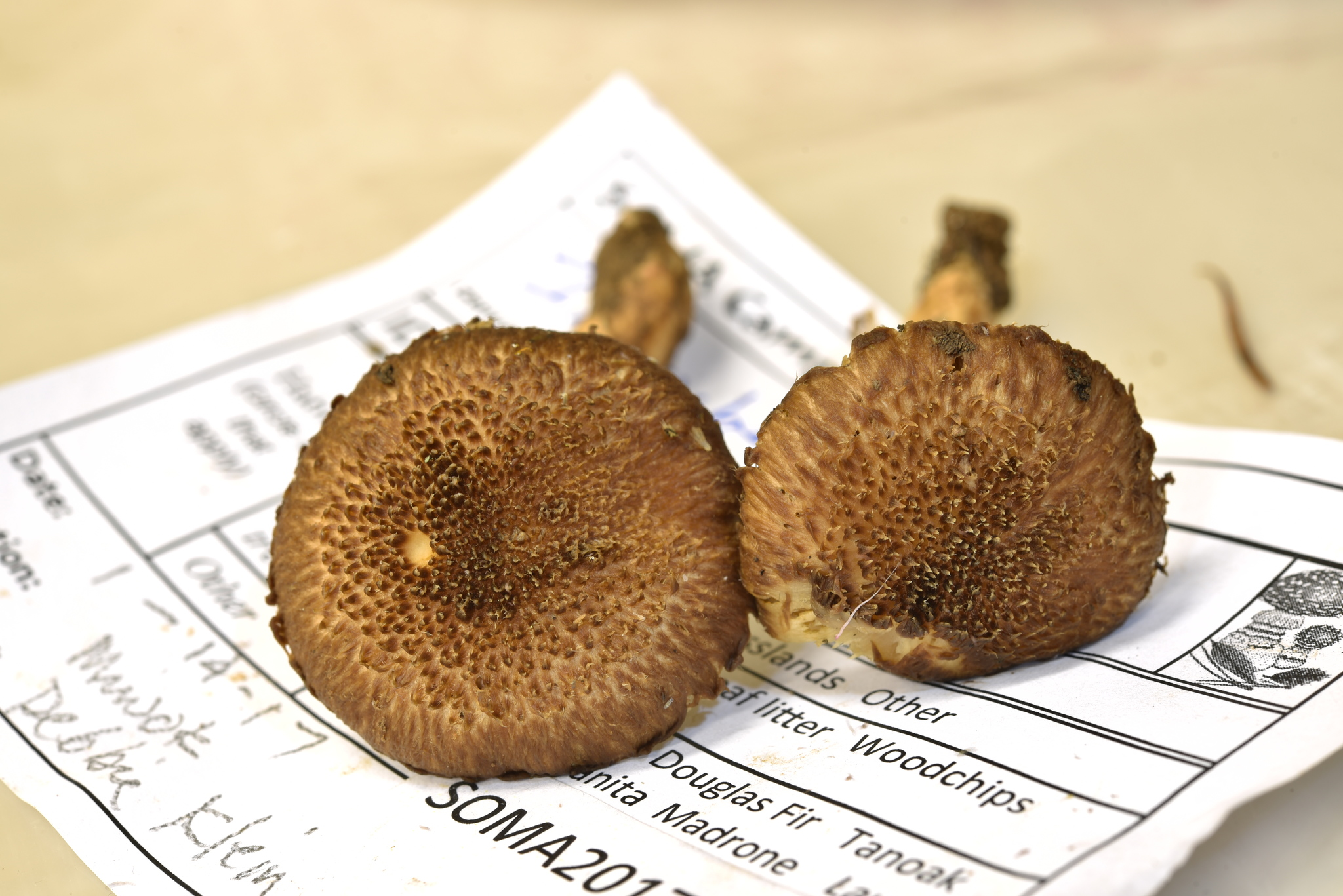
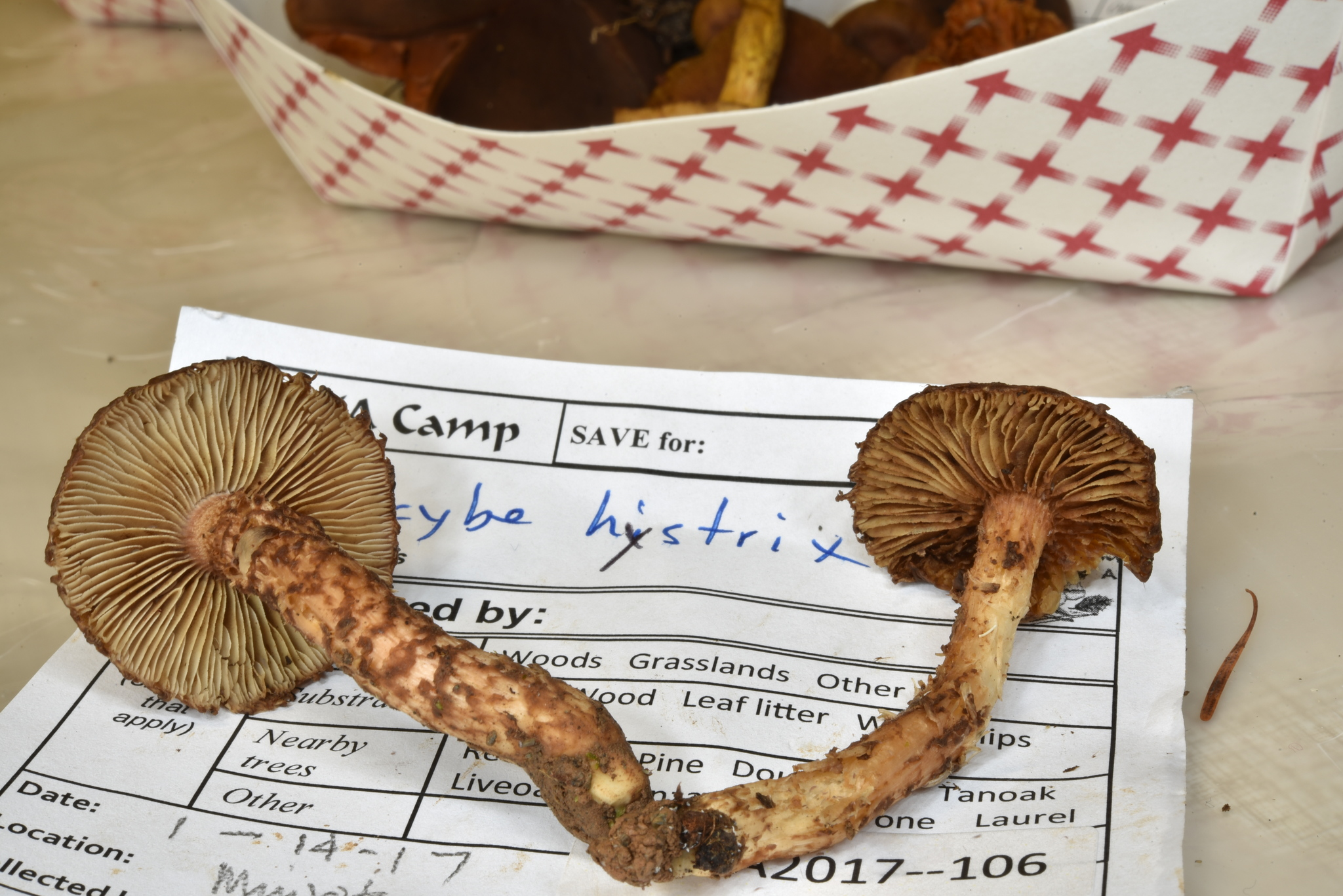
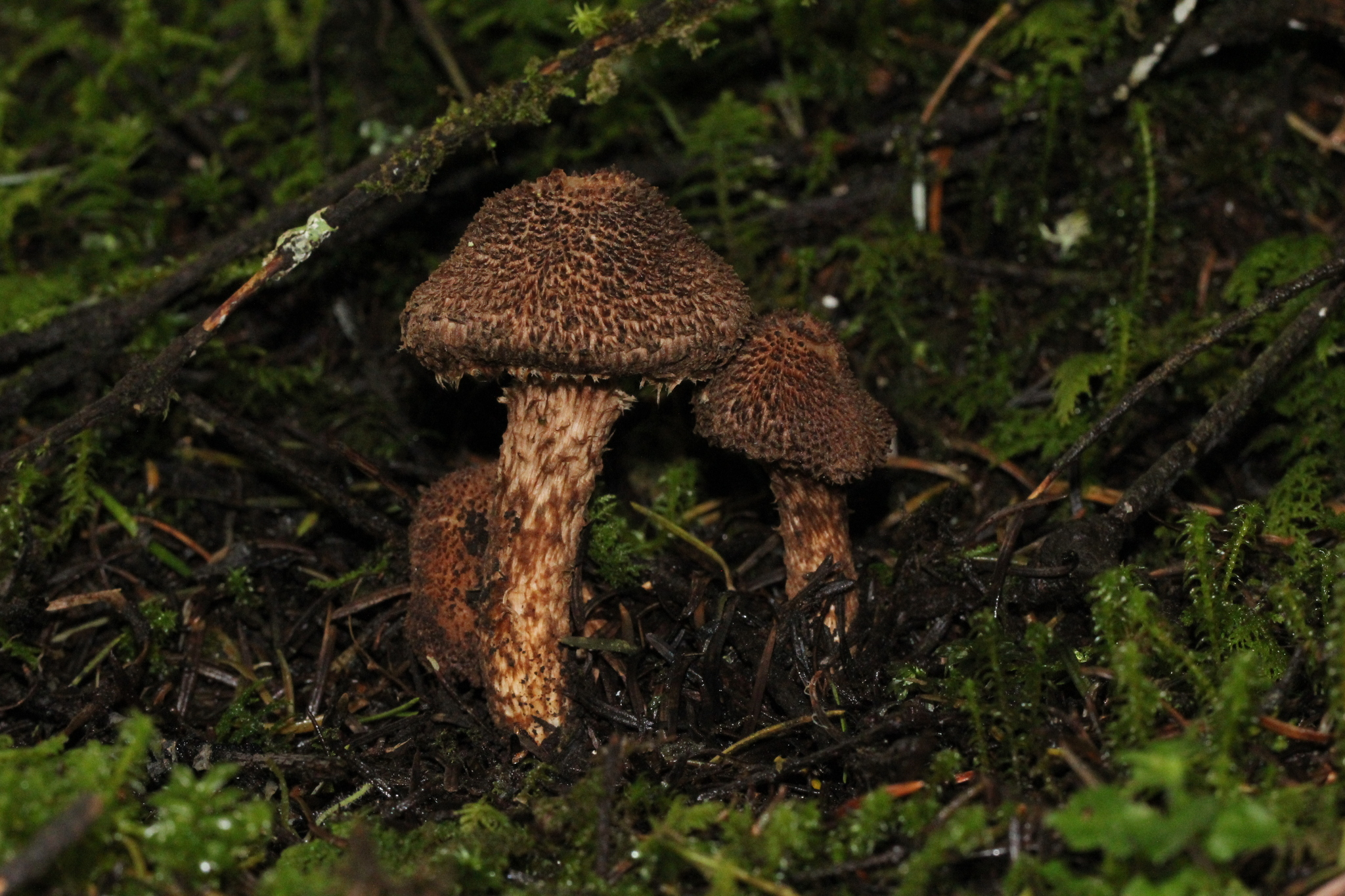

Mérgező, muszkarint tartalmaz.